# Décembre 1806
Cette page présente les faits marquants du mois de décembre 1806.

## Événements
- 10 décembre, France : réunion des membres du Grand Sanhédrin.

- 11 décembre, Poznań : Napoléon accepte la reddition de l'électeur de Saxe, qui fait la paix, entre dans la confédération du Rhin et reçoit le titre de roi[1].

- 12 décembre : les insurgés serbes de Karageorges s'emparent de Belgrade après leur victoire à Mišar sur les Turcs[2].

- 18 - 19 décembre[3] : Napoléon arrive à Varsovie où il reçoit un accueil empressé des aristocrates. Parmi eux se trouve la comtesse Marie Walewska (1789-1817), qui devient sa maîtresse et dont il aura un fils, futur ministre des Affaires étrangères de Napoléon III. Il nomme une commission de gouvernement dans laquelle Poniatowski s’occupe des affaires militaires[4].

- 22 décembre : la Grande Armée traverse la Vistule[3].

- 26 décembre : résistance des troupes russes aux combats de Golymin et de Pułtusk, en Pologne. Napoléon renonce à poursuivre les Russes et place ses troupes en quartiers d’hiver sur la Vistule[5].

- 30 décembre : début de la guerre russo-ottomane (fin en 1812)[6]. Le voïévode de Valachie Constantin Ipsilanti, rêvant de reconstituer un royaume de Dacie avec l’appui du tsar, est destitué par le Sultan en août. Les Russes occupent les provinces danubiennes (novembre-décembre)[7]. En réplique, la Turquie déclare la guerre à la Russie le 30 décembre.

- 31 décembre, États-Unis (origine de la guerre de 1812) : signature du Traité Monroe–Pinkney par les diplomates américains et britanniques mais le président Thomas Jefferson le réfute. Le Traité Monroe–Pinkney se voulait un renouveau du traité de Londres (1795).

## Naissances
- 2 décembre : Charles Henry Dessalines d'Orbigny (mort en 1876), botaniste et géologue français.
- 6 décembre :
  - Gilbert Duprez, chanteur d'opéra français († 17 décembre 1847).
  - Louis Eugène Robert (mort en 1882), naturaliste et géologue français.
- 16 décembre : Casimir Picard (mort en 1841), préhistorien français.